# Großsteingräber bei Putgarten
Die Großsteingräber bei Putgarten waren drei megalithische Grabanlagen der jungsteinzeitlichen Trichterbecherkultur bei Putgarten im Landkreis Vorpommern-Rügen (Mecklenburg-Vorpommern). Sie wurden vermutlich im 19. Jahrhundert zerstört.

## Forschungsgeschichte
Die Existenz der Gräber wurde in den 1820er Jahren durch Friedrich von Hagenow erfasst und ihre Lage auf der 1829 erschienenen Special Charte der Insel Rügen vermerkt. Von Hagenows handschriftliche Notizen, die den Gesamtbestand der Großsteingräber auf Rügen und in Neuvorpommern erfassen sollten, wurden 1904 von Rudolf Baier veröffentlicht. Die Anlagen bei Putgarten wurden dabei nur listenartig aufgenommen.

## Lage
Die Gräber befanden sich nach von Hagenows Karte südlich von Putgarten auf einem Feld. Zwei Gräber lagen recht nahe beieinander, das dritte etwas weiter westlich.

## Beschreibung
Nach von Hagenows Liste handelte es sich bei den drei Anlagen um Großdolmen. Die beiden östlichen besaßen keine steinernen Umfassungen. Zur Ausrichtung und den Maßen dieser beiden Gräber liegen keine Angaben vor. Das westliche Grab besaß ein trapezförmiges Hünenbett, das laut Kartensignatur wohl ost-westlich orientiert war. Auch bei diesem Grab liegen keine Angaben zu den Maßen vor.